# 西納庫
西納庫（にしなぐら）は、愛知県北設楽郡設楽町の大字。

## 地理
設楽町の北西端に位置し、豊田市稲武地区と接する。段戸高原県立自然公園の一部に該当し、大字内には多くの山岳が存在する。
105の小字が設置されているが丁目は設定されていない。

### 山岳
- 岩岳
- 岩伏山
- 井山
- 碁盤石山

### 河川
- 名倉川
  - 黒田川（黒田ダムの一部）

### 小字
| - 字池島（いけじま） - 字池田（いけだ） - 字石原（いしはら） - 字井ノ上（いのうえ） - 字井ノ口（いのくち） - 字岩岳（いわたけ） - 字上ノ山（うえのやま） - 字梅ノ木（うめのき） - 字大沢（おおさわ） - 字大杉（おおすぎ） - 字大林（おおばやし） - 字大平（おおびら） - 字大向（おおむかい） - 字大柳（おおやなぎ） - 字岡田洞（おかたぼら） - 字沖ノ平（おきのたいら） - 字垣内（かきうち） - 字柏原（かしわばら） - 字上向（かみむかい） - 字苅山（かりやま） - 字川上り（かわあがり） | - 字川向（かわむかい） - 字神ノ木沢（かんのきさわ） - 字木戸洞（きどほら） - 字木屋林（きやばやし） - 字合戸（ごうど） - 字駒ケ原（こまがはら） - 字坂道（さかみち） - 字沢入（さわいり） - 字四斗蒔田（しとまきだ） - 字柴沢（しばさわ） - 字シマ（しま） - 字下沼（しもぬま） - 字下向（しもむかい） - 字下山（しもやま） - 字城根山（しろねやま） - 字城之腰（しろのこし） - 字神田（しんでん） - 字炭焼（すみやき） - 字須山（すやま） - 字空貝津（そらがいつ） - 字滝ノ入（たきのいり） | - 字滝ノ沢（たきのさわ） - 字竹下（たけした） - 字茶ノ木平（ちゃのきだいら） - 字塚ノ本（つかのもと） - 字塚本（つかもと） - 字辻貝津（つじがいつ） - 字坪ノ内（つぼのうち） - 字寺屋敷（てらやしき） - 字道久田（どうきゅうだ） - 字道戸（どうど） - 字戸ノ貝津（とのがいつ） - 字鳥羽根（とりはね） - 字仲島（なかじま） - 字長瀬待（ながせまち） - 字仲田（なかだ） - 字長根（ながね） - 字西貝津田（にしかいつだ） - 字西貝津（にしがいつ） - 字荷場（にば） - 字狭場（はざば） - 字橋戸（はしと） | - 字畑田（はただ） - 字蜂クゴ（はちくご） - 字羽根（はね） - 字浜井場（はまいば） - 字原（はら） - 字半ノ木平（はんのきだいら） - 字馬洞（ばんほら） - 字ヒカゲ（ひかげ） - 字東貝津田（ひがしかいつだ） - 字桧ノ本（ひのきのもと） - 字ビヤ（びや） - 字平山（ひらやま） - 字ヒロミ（ひろみ） - 字広見（ひろみ） - 字枇杷（びわ） - 字船戸（ふなと） - 字本洞（ほんぼら） - 字松下（まつした） - 字松山（まつやま） - 字丸瀬（まるせ） - 字道下（みちした） | - 字宮平（みやだいら） - 字冥加沢（みょうがさわ） - 字向田（むかいだ） - 字持田前（もちだまえ） - 字森上（もりがみ） - 字森下（もりした） - 字森田（もりだ） - 字屋木下（やぎした） - 字山田（やまだ） - 字山畑（やまはた） - 字湯谷一（ゆやいち） - 字湯谷三（ゆやさん） - 字湯谷二（ゆやに） - 字横萩入（よこはぎいり） - 字横萩（よこはぎ） - 字吉原（よしはら） - 字葭原（よしわら） - 字和倉（わぐら） - 字和合（わごう） - 字ワゴ（わご） - 字和手貝津（わでがいつ） |

## 歴史
北設楽郡西納庫村を前身とする。
1878年に現在の東納庫、西納庫域に当たる清水村、川口村、貝津田村、湯谷村、久原村、松本村、寺脇村、神子谷下村、市ノ瀬村、社脇村、万場村、猪之沢村、大久保村、大桑村、大平村、宇連村が合併し、納庫村となる。 
1885年、納庫村が東納庫村と西納庫村に分立する。
1889年10月1日、東納庫村と西納庫村が合併し、名倉村となる。同日、西納庫村廃止。
1890年には名倉村、大名倉村、川向村が合併した。
1956年、田口町、段嶺村、名倉村、振草村の一部が合併し、設楽町となった。

## 世帯数と人口
2015年（平成27年）10月1日現在の世帯数と人口は以下の通りである。
| 大字   | 世帯数  | 人口  |
| ------ | ------- | ----- |
| 西納庫 | 197世帯 | 479人 |

### 人口の変遷
国勢調査による人口の推移
| 1995年（平成7年）  | 707人 | [ 7 ]  |  |
| 2000年（平成12年） | 641人 | [ 8 ]  |  |
| 2005年（平成17年） | 596人 | [ 9 ]  |  |
| 2010年（平成22年） | 541人 | [ 10 ] |  |
| 2015年（平成27年） | 479人 | [ 2 ]  |  |

## 施設
- 道の駅アグリステーションなぐら
- 奥三河チキンファーム
- 成田牧場
- 設楽オートキャンプ場

## 交通
道路
- 国道257号

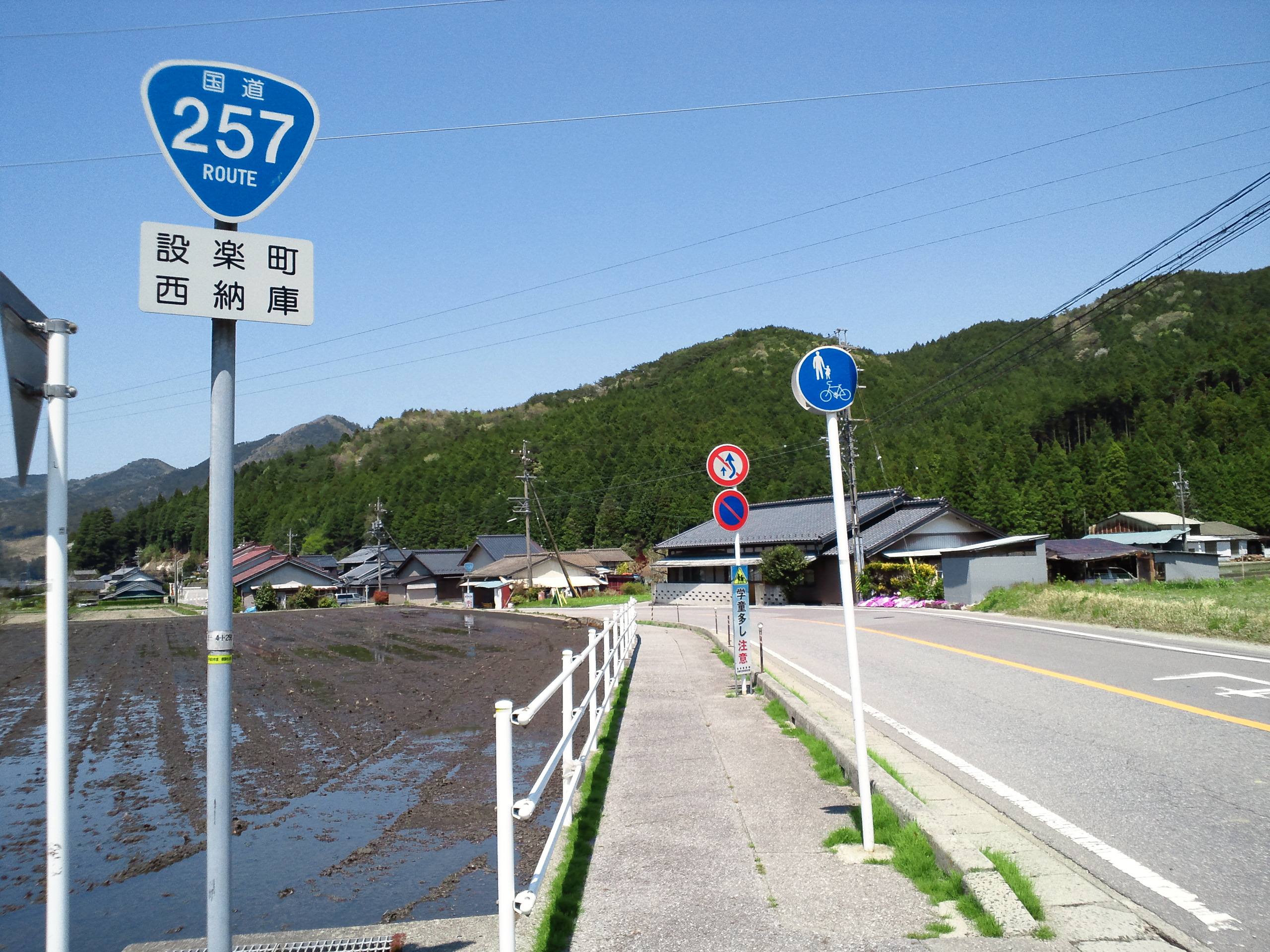
国道257号

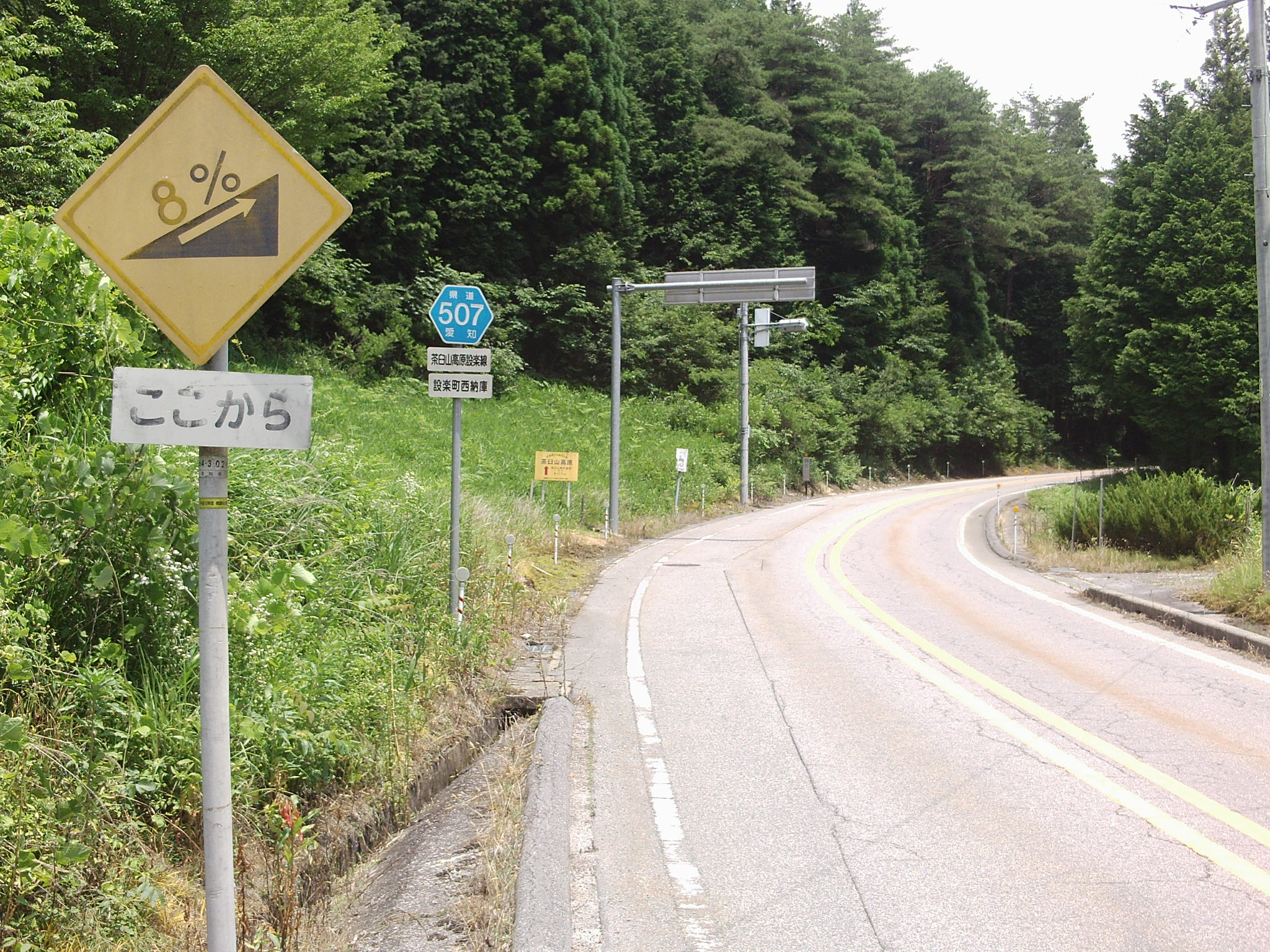
茶臼山高原道路

- 愛知県道507号茶臼山高原設楽線（茶臼山高原道路）
  - 西納庫IC

路線バス
- おでかけ北設[11]
  - 基幹バス
    - 4 - 設楽町営バス稲武線
      - 名倉小学校前（東納庫） - 湯谷 - 貝津田 - 川口 - 森田橋 - 清水 - 駒ヶ原口 - 下山 - 桜橋（豊田市中当町）

## その他

### 日本郵便
- 集配担当する郵便局は以下の通りである[12]。

| 字       | 郵便番号 | 郵便局     |
| -------- | -------- | ---------- |
| 字沖ノ平 | 441-2531 | 稲武郵便局 |
| その他   | 441-2431 | 設楽郵便局 |

## 参考資料
- 「角川日本地名大辞典」編纂委員会 編『角川日本地名大辞典 23 愛知県』角川書店、1989年3月8日。ISBN 4-04-001230-5。
- 有限会社平凡社地方資料センター 編『日本歴史地名体系第23巻 愛知県の地名』平凡社、1981年。ISBN 4-582-49023-9。